# Llista de governadors d'estats de Mèxic

Partit Revolucionari Institucional
Partit Acció Nacional
Partit de la Revolució Democràtica
Partit Moviment Ciutadà
Partit Verd Ecologista de Mèxic

Aquesta és la llista dels governadors d'estats de Mèxic actuals, és a dir, de tots i cadascuna de les 31 entitats que formen els Estats Units Mexicans, la durada dels seus respectius mandats i els seus partits polítics.

## Estats de la República
Mèxic és una república nacional que comprèn 31 estats i un Districte Federal. Si el governador és elegit en una elecció popular, per cap motiu pot tornar a ocupar el càrrec en concloure el seu mandat. Els governadors provisionals o interins (aquells que cobreixen els últims 24 mesos o menys del mandat d'un governador constitucional) o els governadors substituts sí que poden tornar a ocupar el càrrec, sempre que no es reelegeixin en períodes immediats. D'acord amb la constitució vigent, el poder executiu en cada estat recau en un governador escollit per sufragi popular, universal, directe i secret per un mandat de sis anys. En el cas del Districte Federal, el cap de l'executiu és el Cap de Govern. Per a efectes legals, els governadors es denominen governadors constitucionals.

## Llista
| Entitat federativa    | Entitat federativa | Governador Constitucional             | Inici del mandat    | Fi del mandat       | Partit                             | Ex-governadors | Formació Acadèmica |
| Aguascalientes        |                    | Carlos Lozano de la Torre             | 1 de desembre 2010  | 30 de novembre 2016 | PRI                                | Vegeu          | Ing. Industrial Administrador - Universitat de Monterrey |
| Baixa Califòrnia Nord |                    | Francisco Vega de Lamadrid            | 1 de novembre 2013  | 31 d'octubre 2019   | [ 2 ]                              | Vegeu          | Llic. en Administració d'Empreses - Cetys Universitat, Campus Tijuana. |
| Baixa Califòrnia Sud  |                    | Marcos Alberto Covarrubias Villaseñor | 5 d'abril 2011      | 10 de setembre 2015 | PAN                                | Vegeu          | Llic. en Administració d'Empreses - Universitat de la Vall de Atemajac |
| Campeche              |                    | Fernando Ortega Bernés                | 16 de setembre 2009 | 15 de setembre 2015 | [ 3 ]                              | Vegeu          | Llic. en Ciències Polítiques - Universitat Autònoma de Campeche |
| Chiapas               |                    | Manuel Velasco Coello                 | 8 de desembre 2012  | 7 de desembre 2018  | [ 4 ]                              | Vegeu          | Llic. en Dret por la Universitat Humanitas |
| Chihuahua             |                    | Javier Corral Jurado                  | 4 d'octubre 2016    | 7 d'septembre 2021  | PAN                                | Vegeu          | Llic. en Dret - Universitat d'Occident |
| Coahuila              |                    | Rubén Moreira Valdez                  | 4 de desembre 2011  | 30 de novembre 2017 | PRI                                | Vegeu          | Llicenciat en Educació i Llicenciat en Dret |
| Estat de Colima       |                    | Mario Anguiano Moreno                 | 1 de novembre 2009  | 31 d'octubre 2015   | PRI                                | Vegeu          | Llic. en Economia - Universitat de Colima |
| Districte Federal     |                    | Miguel Ángel Mancera Espinosa         | 5 de desembre 2012  | 4 de desembre 2018  | [ 5 ]                              | Vegeu          | Doctorat en Dret - Universitat Nacional Autònoma de Mèxic |
| Durango               |                    | Jorge Herrera Caldera                 | 15 de setembre 2010 | 14 de setembre 2016 | PRI                                | Vegeu          | Comptable Públic - Universitat Juárez de l'Estat de Durango |
| Guanajuato            |                    | Miguel Márquez Márquez                | 26 de setembre 2012 | 25 de setembre 2018 | PAN                                | Vegeu          | Llic. en Filosofia - Seminari Conciliar; Llic. en Dret - U. de La Salle Bajío; Mestre en Dret Constitucional i Empara - U. Iberoamericana León; Postgrau en Dret Constitucional - U. de Salamanca, Espanya. |
| Guerrero              |                    | Ángel Aguirre Rivero                  | 1 d'abril 2011      | 31 de març 2015     | Partit de la Revolució Democràtica | Vegeu          | Llic. en Economia - Universitat Nacional Autònoma de Mèxic |
| Hidalgo               |                    | Francisco Olvera Ruiz                 | 1 d'abril 2011      | 31 de març 2016     | PRI                                | Vegeu          | Llic. en Dret - Universitat Autónoma de l'Estat de Hidalgo |
| Jalisco               |                    | Jorge Aristóteles Sandoval Díaz       | 1 de març 2013      | 28 de febrer 2019   | PRI                                | Vegeu          | Llic. Llicenciat en Dret - Universitat de Guadalajara |
| Mèxic                 |                    | Eruviel Ávila Villegas                | 15 de setembre 2011 | 14 de setembre 2017 | PRI                                | Vegeu          | Llic. en Dret - Universitat Tecnològica de Mèxic |
| Michoacán             |                    | Fausto Vallejo Figueroa               | 17 de febrer 2012   | 30 de setembre 2015 | PRI                                | Vegeu          | Doctor en Ciències Polítiques i Dret Constitucional Comparat - Universitat La Sorbona |
| Morelos               |                    | Graco Luis Ramírez Garrido Abreu      | 1 d'octubre 2012    | 30 de setembre 2018 | [ 6 ]                              | Vegeu          | Llic. en Dret - Universitat Nacional Autònoma de Mèxic |
| Nayarit               |                    | Roberto Sandoval Castañeda            | 19 de setembre 2011 | 18 de setembre 2017 | PRI                                | Vegeu          | estudis parcials en Enginyeria Agrònoma |
| Nuevo León            |                    | Rodrigo Medina de la Cruz             | 4 d'octubre 2009    | 3 d'octubre 2015    | PRI                                | Vegeu          | Llic. en Ciències Jurídiques - Universitat Regiomontana |
| Oaxaca                |                    | Gabino Cué Monteagudo                 | 1 de desembre 2010  | 30 de novembre 2016 | [ 7 ]                              | Vegeu          | Llic. en Economia - Tecnològic de Monterrey |
| Puebla                |                    | Rafael Moreno Valle Rosas             | 1 de febrer 2011    | 31 de gener 2017    | [ 8 ]                              | Vegeu          | Politòleg, Economista i Advocat. - Boston University School of Law. |
| Querétaro             |                    | José Eduardo Calzada Rovirosa         | 1 d'octubre 2009    | 30 de setembre 2015 | [ 9 ]                              | Vegeu          | Mestre en Administració - Universitat de Nou Mèxic |
| Quintana Roo          |                    | Roberto Borge Angulo                  | 5 d'abril 2011      | 4 d'abril 2017      | PRI                                | Vegeu          | Llic. en Administració d'Empreses - Tecnològic de Monterrey |
| San Luis Potosí       |                    | Fernando Toranzo Fernández            | 26 de setembre 2009 | 25 de setembre 2015 | PRI                                | Vegeu          | Metge Cirurgià - Universitat Autónoma de San Luis Potosí |
| Sinaloa               |                    | Mario López Valdez                    | 1 de gener 2011     | 31 de desembre 2016 | [ 10 ]                             | Vegeu          | Comptable Públic - Institut Tecnològic de Los Mochis |
| Sonora                |                    | Guillermo Padrés Elías                | 13 de setembre 2009 | 12 de setembre 2015 | PAN                                | Vegeu          | Llicenciat en Dret - Universitat Humanitas |
| Tabasco               |                    | Arturo Núñez Jiménez                  | 1 de gener 2013     | 31 de desembre 2018 | Partit de la Revolució Democràtica | Vegeu          | Llicenciat en Economia - Universitat Nacional Autònoma de Mèxic |
| Tamaulipas            |                    | Egidio Torre Cantú                    | 1 de gener 2011     | 30 de setembre 2016 | PRI                                | Vegeu          | Eng. Civil - Tecnològic de Monterrey |
| Estat de Tlaxcala     |                    | Mariano González Zarur                | 15 de gener 2011    | 14 de gener 2016    | PRI                                | Vegeu          | Comptable Públic |
| Veracruz              |                    | Javier Duarte de Ochoa                | 1 de desembre 2010  | 30 de novembre 2016 | PRI                                | Vegeu          | Llic. en Dret - Universitat Iberoamericana |
| Yucatán               |                    | Rolando Zapata Bello                  | 1 d'octubre 2012    | 30 de novembre 2018 | PRI                                | Vegeu          | Llic. en Dret - Universitat Autónoma de Yucatán |
| Zacatecas             |                    | Miguel Alejandro Alonso Reyes         | 12 de setembre 2010 | 11 de setembre 2016 | PRI                                | Vegeu          | Llic. en Dret - Universitat Panamericana |

## Governadors per partit polític
|                                    | Partit                             | Entitats |
| ---------------------------------- | ---------------------------------- | -------- |
| PRI                                | Partit Revolucionari Institucional | 20       |
| PAN                                | Partit Acció Nacional              | 6        |
| Partit de la Revolució Democràtica | Partit de la Revolució Democràtica | 4        |
| Partido Movimiento Ciudadano       | Partit Moviment Ciutadà            | 1        |
| Partido Verde Ecologista de México | Partit Verd Ecologista de Mèxic    | 1        |